# Breznica (Žirovnica, Slovenija)
Breznica je naselje u slovenskoj Općini Žirovnici. Breznica se nalazi u pokrajini Gorenjskoj i statističkoj regiji Gorenjskoj. 

## Stanovništvo
Prema popisu stanovništva iz 2002. godine naselje je imalo 459 stanovnika.